# ジュゼッペ・ボッタイ

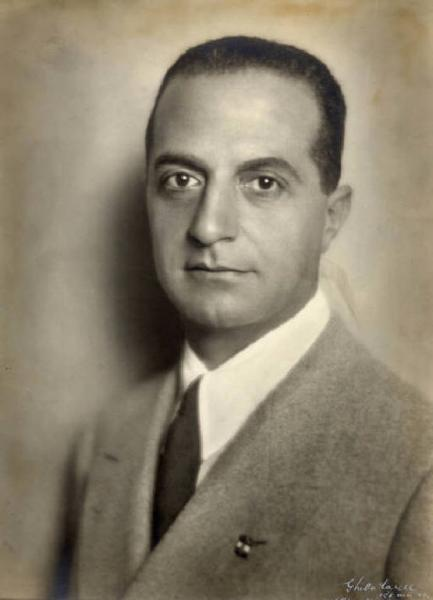
1937年、ジュゼッペ・ボッタイ

ジュゼッペ・ボッタイ（Giuseppe Bottai、1895年 - 1959年）は、イタリア王国の政治家。穏健派のファシスト党幹部で文化政策の中心を担った。

## 生涯
生家は祖父の代からのぶどう酒販売業者でローマで生まれ育つ。ローマ大学で学び第一次世界大戦ではイタリア陸軍に所属した。戦後はイタリア戦闘者ファッシに加わり、ローマ・ファッシの指導的なメンバーとなった。ローマ進軍では行動隊を率いて政権奪取後の1929年から1933年まで共同体相を務めたが目標を達成できなかった。
第二次エチオピア戦争が勃発すると従軍し、エチオピアの首都アディス・アベバの市長に任命され帰国後の1936年に国民教育相となる。1941年のアルバニア王国への侵攻時も従軍した。
1943年のファシズム大評議会のムッソリーニ解任（グランディ決議）に賛成したが、新政府には懐疑的で旧体制の復活とファシズムの崩壊を嘆いた。ドイツ軍に逮捕されかかったためフランス領アルジェリアに逃亡しフランス外人部隊に志願しドイツと戦った。戦後はサハラに駐屯した後、帰国してローマに住み回想録を執筆した。